# Sericosema viridirufaria
Sericosema viridirufaria là một loài bướm đêm trong họ Geometridae.